# Paul Okon
Paul Michael Okon (ur. 5 kwietnia 1972 w Sydney) – australijski piłkarz, grający na pozycji obrońcy lub pomocnika, reprezentant tego kraju. Kapitan reprezentacji Australii na Letnich Igrzyskach Olimpijskich w Barcelonie (1992). Trener piłkarski.

## Kariera
Karierę Okon rozpoczynał w swojej rodzimej National Soccer League, w klubie Marconi Stallions. Następnie grał w ligach europejskich: Serie A (S.S. Lazio, ACF Fiorentina), Serie B (Vicenza), Premier League (Middlesbrough, Leeds United), First Division (Watford), Eerste Klasse (Club Brugge, Oostende) czy Division A. Karierę zakończył w klubie z australijskiej A-League, Newcastle Jets. Przyczyną była obawa o kontuzję. Powrócił jednak w 2008 roku do gry w futbol, w drużynie West Ryde Rovers.

## Sukcesy
- 1992 Eerste Klasse (Club Brugge)
- 1995 Puchar Belgii (Club Brugge)
- 1996 Puchar Belgii (Club Brugge)
- 1996 Eerste Klasse (Club Brugge)
- 1998 Coppa Italia (S.S. Lazio)
- 1998 Supercoppa Italia (S.S. Lazio)
- 1999 Puchar Zdobywców Pucharów (S.S. Lazio)
- 2000 Puchar Narodów Oceanii (Australia)

## Nagrody
- 1990 Piłkarz Roku U21 NSL (Marconi Stallions)
- 1991 Piłkarz Roku U21 NSL (Marconi Stallions)
- 1995 Belgijski Złoty But (Club Brugge)
- 1996 Piłkarz Roku w Oceanii (Australia)